# Exechia arcuata
Exechia arcuata (лат.) — вид грибных комаров рода Exechia.

## Распространение
Афротропика: Кения. 

## Описание
Грибные комары мелких размеров со стройным телосложением. Самец (самки неизвестны): длина крыла 3,2 мм. Голова тёмно-коричневая; лицо и наличник коричневые; labellum и palpus жёлтые. Усики со скапусом и педицелем жёлтые; жгутик коричневый, первый членик жгутика с жёлтым основанием. Грудь и скутум коричневого цвета, боковой край широко-жёлтый; боковые склериты бледно-коричневые; проплевра жёлтая; жужжальцы беловато-жёлтые. Ноги беловато-жёлтые. Брюшко тёмно-коричневое, на II-III тергитах имеется жёлтое по бокам поле. В крыльях жилка Sc свободная, жилки M3+4 и Cu1 образуют короткую вилку. Личинки, предположительно, как у близких видов, развиваются в агариковых грибах.

## Систематика
Вид был впервые описан в 2021 году норвежскими энтомологом Jon Peder Lindemann, Geir Søli (The Arctic University of Norway, Тромсё, Норвегия) Jostein Kjærandsen (Natural History Museum, Осло). Включён в состав видовой группы Exechia parva group (триба Exechiini из номинативного подсемейства Mycetophilinae). От всех видов группы E. parva отличается наличием гонококсальных лопастей, отчетливо изогнутых внутрь.